# Acantholimon arundoscapum
Acantholimon arundoscapum är en triftväxtart som beskrevs av Mobayen. Acantholimon arundoscapum ingår i släktet Acantholimon och familjen triftväxter. Inga underarter finns listade i Catalogue of Life.